# VV Smitshoek
Voetbalvereniging Smitshoek, is een Nederlandse voetbalclub uit het Zuid-Hollandse Barendrecht. De club werd opgericht op 23 juni 1960. VV Smitshoek speelt haar thuiswedstrijden op Sportpark Smitshoek.

## Geschiedenis

### Eerste elftal
Smitshoek speelde tot en met 2004 in de derde klasse zaterdagamateurs. In het seizoen 2003-2004 werd Smitshoek kampioen in die klasse. In de tweede klasse verbleef het van 2004-2009. In het seizoen 2008/09 werd via de nacompetitie voor het eerst promotie naar de eerste klasse afgedwongen. In het seizoen 2010/11 plaatste de club zich net niet voor de nacompetitie voor promotie naar de Hoofdklasse. Het seizoen 2011-2012 begint slecht voor Smitshoek. De eerste wedstrijden van het seizoen gaan verloren. Uit 4 duels pakte het team slechts 1 punt. In de 5e wedstrijd van het seizoen pakte Smitshoek de draad op met als hoogtepunt de winst in november op VV Alexandria '66 , waardoor Smitshoek de koppositie overnam. In maart werden gevoelige nederlagen geleden tegen Vitesse Delft en GHC , maar de koppositie kwam niet in gevaar door puntverlies van de concurrenten op dezelfde speeldagen. Op 14 april 2012 won Smitshoek met 0-2 bij Alexandria'66, de doelpunten kwamen van Donaldo Sanchez Silva en Ricardo Merrelaar, enige overgebleven concurrent Deltasport speelde 0-0 gelijk bij Vitesse Delft, waardoor Smitshoek met nog drie wedstrijden te gaan niet meer in te halen was en voor het eerst in de historie van de club kampioen van de Eerste klasse werd. Daardoor verzekert Smitshoek zich van de Hoofdklasse in het volgend seizoen. Ondanks dat de kampioenswedstrijd een uitwedstrijd van Smitshoek was, waren er ongeveer 900 Smitshoekers aanwezig in Rotterdam-Oosterflank.

### Hoofdklasse (2012–2015)
In het seizoen 2012-2013 speelde Smitshoek voor het eerst in de clubhistorie in de Hoofdklasse. Het was ingedeeld in de Hoofdklasse B op zaterdag. In de voorbereiding op het nieuwe seizoen werd er geoefend tegen BVV Barendrecht en SBV Excelsior. Barendrecht werd op Sportpark Smitshoek op 1-1 gehouden, van Excelsior werd met 0-5 verloren. Doelpunten waren van Roland Alberg, Mick van Buren (2x), Rick Kruys en Marley Berkvens. Ook nam de selectie deel aan de 1e editie van een selectietoernooi op eigen complex. Tegenstanders waren PSV Poortugaal (4-2) en Capelle (1-2). ASWH won het toernooi door een 2-2 tegen Capelle en een 9-1-overwinning op Poortugaal.
In de bekerpoule trof Smitshoek De Zwerver uit Kinderdijk, Neptunus-Schiebroek en VV Drechtstreek uit Papendrecht. Er werd gewonnen van De Zwerver en Drechtstreek. Er werd verloren van zondag eersteklasser Neptunus-Schiebroek. Door de overwinningen bekerde Smitshoek door. In de volgende ronde trof de ploeg zondag derdeklasser Groeneweg. Hier werd eenvoudig met 0-4 gewonnen. De ploeg had het relatief eenvoudig in de bekerrondes. In de volgende ronde kwam vierdeklasser Sportief naar Barendrecht. Deze ploeg werd met 6-0 van de mat gespeeld. Op dinsdag 26 februari 2013 was de 1e serieuze bekerwedstrijd van de ploeg. Hoofdklasser Quick Boys uit Katwijk kwam op bezoek. Onverwacht werd deze ploeg met 5-2 naar huis gestuurd. Dit is opvallend, aangezien tijdens een oefenwedstrijd vanwege afgelastingen in januari dezelfde wedstrijd werd gespeeld en Quick Boys toen met 2-5 won. Na Quick Boys was het de beurt aan Westlandia uit Naaldwijk. Ook die ploeg wist niet te winnen (2-1). Hierdoor plaatste Smitshoek zich voor de halve finale, wat betekent dat het in het volgend seizoen mee mag spelen in de KNVB Beker. In de halve finale was uiteindelijk Ter Leede veel te sterk. Het werd 1-5.
De competitie werd voortvarend gestart. Er werd gelijk gespeeld bij uiteindelijke kampioen Excelsior Maassluis en tegen Zwaluwen Vlaardingen en er werd gewonnen van Achilles Veen. In de 4e wedstrijd van het seizoen werd er voor het eerst verloren. RVVH was veel te sterk; 3-0. Een week later werd er opnieuw verloren. ditmaal van HSV Hoek. Hierna werden 2 belangrijke zeges geboekt op SV Heinenoord en XerxesDZB. Door puntenverlies van andere ploegen, mocht Smitshoek zich een week koploper van de Hoofdklasse noemen. Na wisselende resultaten ging Smitshoek als nummer 5 de winterstop in. Na de winterstop werd er direct gewonnen van Alexandria '66. Het seizoen verliep verder wisselvallig en Smitshoek eindigde na een korte eindsprint op een 6e plaats.
Het seizoen 2013/2014 begon vooruitstrevend met een uitstekend verlopen poule in de districtsbeker. De eerste competitiewedstrijd tegen De Jodan Boys uit Gouda werd thuis gewonnen. Na meerdere overwinningen en gelijke spelen werd de uitwedstrijd tegen concurrent HSV Hoek gewonnen. Hierdoor stond Smitshoek bovenaan. Een week later verspeelde Smitshoek deze positie echter door een nederlaag op eigen veld tegen RVVH. Smitshoek eindigde dit seizoen op een respectabele 5e plaats.
25 september 2013 werd een hoogtepunt in de historie van de club; NAC Breda kwam op bezoek in de strijd om de KNVB Beker. Dit was de eerste officiële wedstrijd tegen een BVO voor de club. Na een 1-0 ruststand door een weergaloze goal van Tom den Boer, verloor Smitshoek met 1-2 door goals vlak na rust van Mats Seuntjens en Elson Hooi.
Het seizoen 2014/2015 verliep dramatisch voor de ploeg van trainer Raymond Frehe. Mede door de vele blessures werden punten maar af en toe behaald, waardoor Smitshoek het hele seizoen op degradatievoetbal aangewezen was. Samen met 's Gravenzande en Kloetinge werd gestreden tegen directe degradatie. Smitshoek wist op de laatste speeldag in de uitwedstrijd tegen ASWH niet te winnen, maar door de resultaten op andere velden ontliep het directe degradatie. In de nacompetitie ging het vervolgens alsnog fout tegen Nieuw-Lekkerland en Haaglandia, waardoor Smitshoek na 3 jaar Hoofdklasse een stap terug deed naar de 1e klasse.

### Wederopbouw (2015–2016)
Op 11 juli 2015 oefende Smitshoek tegen de profs van Sparta Rotterdam. Nadat Smitshoek heel snel op 1-0 was gekomen via Daniel da Cruz, walste Sparta over de amateurs heen. De wedstrijd eindigde in 1-8. Diverse jeugdige spelers maakten tijdens deze wedstrijd hun opwachting.
Smitshoek begon matig aan het seizoen en werd al snel uitgeschakeld in de districtsbeker. De competitie begon sterker en anno oktober 2015 deelde Smitshoek de koppositie met VV Brielle en Nieuw-Lekkerland. Op 30 april 2016 werd het kampioenschap veiliggesteld, waardoor Smitshoek na 1 seizoen afwezigheid terugkeerde in de Hoofdklasse.

### Terug in de Hoofdklasse (2016–heden)
Na een moeizame voorbereiding ging in augustus 2016 het nieuwe seizoen van start. Deze wedstrijd ging meteen ruim verloren van Swift uit Amsterdam (1-4). In de eerste uitwedstrijd van het seizoen speelde het elftal al vele malen beter, maar Noordwijk was uiteindelijk met 3-2 te sterk. Het eerste punt werd een week later behaald. In Spijkenisse werd het 1-1. De navolgende thuiswedstrijd tegen Achilles Veen was een uitstekende mogelijkheid om de eerste overwinning van het seizoen te boeken. Er werd echter met 0-1 verloren. Een doelpuntloos gelijkspel bij Jodan Boys betekende het tweede punt van het seizoen. Na nederlagen tegen Hoek en RVVH en ene gelijkspel op eigen veld tegen Ter Leede werd op 15 oktober 2016 voor het eerst gewonnen. FC Breukelen werd met 2-3 verslagen. Een week later was concurrent Sliedrecht echter te sterk in Barendrecht. Het werd 1-2. Op 12 november werd de tweede overwinning geboekt en de eerste thuiswinst. Argon werd met 3-1 teruggestuurd naar Mijdrecht. De weken erna werd er ruim verloren van Ajax en DFS. Eind november gaf trainer Frehe aan na het lopende seizoen te vertrekken na 6 jaar de leiding te hebben gehad over het elftal. De tweede seizoenshelft verliep wisselvallig. Knappe overwinningen, waaronder een 3-1 zege op de latere kampioen Spijkenisse, werden afgewisseld met behoorlijke nederlagen. Smitshoek eindigde de competitie op de veertiende plaats, waardoor het veroordeeld was tot het spelen van nacompetitie om in de hoofdklasse te mogen blijven. De eerste wedstrijd werd in eigen huis met 6-3 gewonnen van XerxesDZB, waarna ook in Kloetinge werd gewonnen. De finale was een tweeluik met Oranje-Nassau. Op 27 mei won Smitshoek met 2-5 in Groningen, waarna een week later in Barendrecht na 90 minuten een 6-1 eindstand op het scorebord stond. Hierdoor is Smitshoek vanaf het seizoen 2017/18 weer in de hoofdklasse actief.

## Ledenopbouw
Vlak bij Sportpark Smitshoek ligt de Vinex-wijk Carnisselande. Voor de bouw van deze wijk had Smitshoek zo'n 200 leden. Nu Carnisselande helemaal af is, is er een ledenstop en staat de teller op 1470 leden (2010).
In het seizoen 2015-2016 telde Smitshoek 12 Mini-F teams, 13 O9-teams, 13 O11-teams, 10 O13-teams, 10 O15-teams, 8 O17-teams, 6 O19-teams, 10 seniorenelftallen, 3 jeugd-gehandicapten-teams, 2 Veteranenelftallen, 3 meidenelftallen en 2 dameselftallen.
De Mini-F speelt ieder seizoen een WK. Dit WK duurt een heel seizoen. De spelers spelen in viertallen in verschillende landenteams. Deze landenteams zijn onder andere: Ierland, Nederland, Portugal, Spanje, Engeland, Italië, Brazilië en Zweden. De Mini-F heeft ook zijn eigen veld. Dit is een kunstgrasveld met boarding eromheen. Op dit veld kunnen 3 wedstrijdjes tegelijk gespeeld worden.

### Uitbreiding
Door de stijging van het aantal leden, moest de vereniging uitgebreid worden. Waar voor de bouw van Carnisselande nog maar 3,5 velden beschikbaar waren, zijn het er nu 7 exclusief het boardingveld. Verder werd er een nieuw clubgebouw gebouwd. Dit clubgebouw is in het seizoen 2009/2010 nog eens uitgebreid met 6 extra kleedkamers en een nieuwe ontvangstkamer. Verder is er een sportschool gevestigd op de bovenverdieping.
In de zomer van 2013 werden de velden 5 en 6 verbouwd. Veld 5 werd gerenoveerd en veld 6 werd vervangen door kunstgras. Ook werden de velden een kwartslag gedraaid. Op de vrijgekomen plaats, werden 120 extra parkeerplaatsen aangelegd, om zo de parkeerproblematiek op zaterdagen te verminderen. Eind 2016 is dit parkeerterrein echter nog steeds niet geasfalteerd en is de parkeerproblematiek nog steeds niet afgenomen. In de zomer van 2018 zal ook het hoofdveld omgezet worden van natuurgras naar kunstgras, waardoor ook de trainingscapaciteit verhoogd zal worden.

### Jeugd
VV Smitshoek heeft een grote jeugdafdeling. Hierin wordt onderscheid gemaakt tussen recreatief en prestatief voetbal. In het seizoen 2018-2019 spelen de JO19-1, JO17-1, JO15-1 en JO13-1 in de A-categorie. JO19-1 speelt in de hoofdklasse. JO17-1 speelt 3e divisie. JO15-1 speelt in de 2e divisie, JO13-1 komt uit in de 2e divisie.

## 50 jaar
Op 23 juni 2010 bestond Smitshoek 50 jaar. Er werd een feestweek georganiseerd. Een week voorafgaand werd de finale van de eerste RTV Rijnmond cup bij Smitshoek gespeeld. BVV Barendrecht en VV Rijsoord speelden tegen elkaar. De wedstrijd eindigde in 7-2 in het voordeel van de Barendrechters. In de feestweek speelde Smitshoek 1 een oefenwedstrijd tegen Oud-Sparta. Verder werd er een wedstrijd tussen Oud Smitshoek en Oud Barendrecht gespeeld. Deze wedstrijd werd gemakkelijk gewonnen door de bongerdbewoners. Er werd ook een jubileumloterij gehouden.

## Voorzitters
Smitshoek heeft al verscheidene voorzitters gehad, waaronder erevoorzitter Joop Nootenboom, Rien Ouwens, Jos Borsboom en Jan Nootenboom. Begin 2010 stopte Kees Boot per direct en nam John van Neuren als interim de taak over. Begin 2011 werden Jelte van Kammen en Martin Roos de nieuwe voorzitters.
In 2015 stapte het volledige bestuur op, inclusief de beide voorzitters. Er werd een compleet nieuw bestuur aangewezen, met Marco Rensma als voorzitter. Op 29 september 2016 overleed erevoorzitter Joop Nootenboom op 81-jarige leeftijd aan een hartaanval. In het navolgende weekend werd elke wedstrijd van Smitshoek voorafgegaan door een minuut stilte en speelden alle teams met rouwbanden. Op donderdag 6 oktober vond de uitvaart in de kantine plaats, waarna hij via een erehaag op het hoofdveld naar de begraafplaats werd gebracht, alwaar hij begraven is.
Vanaf 2019 tot 2024 was Simon Kelder de voorzitter van de club, die voorheen al voorzitter is geweest bij BVV Barendrecht en Excelsior Rotterdam. Vanaf 2024 is Gert-Jan Bravenboer voorzitter van de club.

## Competitieresultaten 1983–2023
| 5 1B |

| 3 1B |

|  |

| 1 4D |

| 1 4D |

| 5 3B |

| 5 3B |

| 5 3B |

| 9 3B |

| 7 3B |

| 10 3B |

| 1 4D |

| 6 3B |

| 5 3B |

| 12 2D |

| 1 3D |

| 4 2D |

| 4 2D |

| 10 2D |

| 4 3D |

| 2 3D |

| 1 3D |

| 2 2D |

| 3 2D |

| 3 2D |

| 8 2D |

| 2 2D |

| 7 1B |

| 2 1B |

| 1 1B |

| 6 B |

| 5 B |

| 11 B |

| 1 1C |

| 14 A |

| 11 A |

| 9 A |

| 6* A |

| -- A |

| 7 A |

| 3 A |

| Hoofdklasse/4e Divisie | Eerste klasse | Tweede klasse | Derde klasse | Vierde klasse | Eerste klasse RVB |

In elke staaf van de grafiek staat van boven naar beneden vermeld: 
- Eindnotering

Dit is de positie die de club heeft bereikt in de competitie, zonder eventuele beslissings-, play-off- of nacompetitiewedstrijden die nodig zijn geweest om bijvoorbeeld de kampioen van de competitie te bepalen.
Indien een * achter het getal staat is de notering een tussenstand en kan het zijn dat de notering niet overeenkomt met de uiteindelijke eindstand van de competitie.
Staat er een - dan is het seizoen nog bezig en is er geen definitieve uitslag bekend.
Staat er xx op de positie van de notering, dan heeft de club vroegtijdig de competitie verlaten. Dit kan onder andere komen door terugtrekking van het team, faillissement van de club of door een uitgedeelde straf van de KNVB. In veel gevallen staat elders in het artikel de reden vermeld.
Staat er een ? dan is het resultaat uit het verleden onbekend, en is alleen de competitie of het niveau bekend van dat seizoen.
In de seizoenen 2019/20 en 2020/21 werd wegens de coronacrisis het amateurvoetbal afgebroken. Daardoor kennen deze staven geen eindklassering (middels -- weergegeven).
- Competitieniveau en afdelingsletter of Officiële eindstand Eredivisie
  - Competitieniveau en afdelingsletter

Hierbij geeft het getal het niveau weer, dat ook terug te vinden is in de legenda. De letter is de afdelingsaanduiding en wordt gebruikt wanneer er meer afdelingen zijn op hetzelfde niveau. De afdelingsletter is altijd een hoofdletter en wordt meestal zonder nummer gebruikt.
Voorbeeld: 2F is niveau 2e klasse competitie F.
Het competitieniveau en nummer wordt niet vermeld wanneer er slechts één competitie van dit niveau was.
  - Officiële eindstand Eredivisie (getal staat tussen haakjes vermeld)

Sinds de introductie van play-offwedstrijden voor Europees voetbal na afloop van de reguliere competitie in 2005/06, is de KNVB verplicht een eindstand van de Eredivisie door te geven aan de UEFA aan de hand van deze play-offwedstrijden.
Bij deze eindstand staan clubs die zich hebben gekwalificeerd voor Europees voetbal hoger dan clubs die zich niet wisten te kwalificeren. Indien er geen verschil was tussen de eindnotering en de officiële eindstand, staat dit getal niet vermeld.

- Onderafdeling

Hier staat afgekort de naam van de onderafdeling indien de club in dat jaar in een onderafdeling uitkwam. Tevens staat deze afkorting in de legenda en wordt gelinkt naar het artikel over deze onderafdeling. Deze afkorting wordt alleen vermeld wanneer de club in het verleden in verschillende onderafdelingen heeft gespeeld. Deze vermelding is in de staaf altijd in kleine letters. Deze onderafdelingen zijn na het seizoen 1995/96 afgeschaft. Heeft de club in slechts één onderafdeling gespeeld, dan is dit alleen terug te vinden in de legenda.
Onder de staaf staat het jaartal vermeld waarin het seizoen is afgesloten. 15 verwijst naar het seizoen 2014/15 of eventueel het seizoen 1914/15.
Wanneer een staaf leeg is, zijn deze gegevens niet bekend. Het kan ook zijn dat de club dat seizoen niet heeft meegespeeld op het hogere amateurniveau, vroegtijdig de competitie heeft verlaten of uit de competitie is gezet.

In het seizoen 1944/45 was er wegens de Tweede Wereldoorlog geen regulier competitievoetbal.

## Smitshoek in de KNVB Beker
Dit schema laat de resultaten zien van Smitshoek tegen profclubs in de KNVB Beker.
| Seizoen | Ronde    | Wedstrijd             | Uitslag |
| ------- | -------- | --------------------- | ------- |
| 2013/14 | 2e ronde | Smitshoek - NAC Breda | 1-2     |

## Bekende (oud-)spelers
- Crescendo van Berkel (2023–)
- Brayton Biekman(2020-2021)
- Luigi Bruins (2021–)
- Denzel Dumfries (jeugdspeler, 2002–13)
- Guyon Fernandez (2020–)
- Juriën Gaari (2012–14)
- Geert den Ouden
- Frank Karreman (2018–2019)
- Ryan Koolwijk (2022–)
- Leroy Resodihardjo
- Elson do Rosario Almeida (2021–)
- Nikki Ridder (jeugdspeler, 2008-15)
- Etienne Shew-Atjon (2011–13)
- Ian Smeulers (jeugdspeler, 20..–06)
- Dylan Vente (jeugdspeler, 20..–08)
- Fabian Wilnis

## Bekende (oud-)trainers
- Daan den Bleijker

## Trivia
- In het seizoen 2015/16 vond er een unicum plaats bij de club; in 1 seizoen werden zowel het 1e, 2e en 3e elftal kampioen, iets wat nog nooit vertoond is in het Nederlands amateurvoetbal.
- In juli 2023 maakte Feyenoord gedurende drie oefenwedstrijden gebruik van het complex van Smitshoek. Het eigen Sportcomplex Varkenoord was namelijk onbespeelbaar, daar het veld vervangen werd.